# Neptis mimetica
Neptis mimetica är en fjärilsart som beskrevs av Smith 1895. Neptis mimetica ingår i släktet Neptis och familjen praktfjärilar. Inga underarter finns listade i Catalogue of Life.